# Flores (Azoren)
Flores is een eiland dat onderdeel uitmaakt van de Azoren, in het midden van de Atlantische Oceaan (1875 km vanaf het Europese continent (Spanje) en 1950 km vanaf het Noord-Amerikaanse continent (Newfoundland). Het dorpje Faja Grande met 300 inwoners is de uiterst westelijke plaats van Europa. Continentaal gezien ligt het eiland, net zoals het buureiland Corvo, niet op de Europese plaat maar op de Noord-Amerikaanse  plaat. Het eiland heeft een oppervlakte van 143,11 km², is 17 km lang en is op zijn breedste punt 12 km breed. Het hoogste punt van het centraal plateau is Morro Alto met een hoogte van 914 meter. Het eiland heeft ongeveer 3800 inwoners.
Het eiland is verdeeld in twee districten (vila), Santa Cruz das Flores (hoofdstad) in het noorden en Lajes das Flores in het zuiden.

## Natuur
Flores heeft een ruwe wilde natuur. Dat bewijzen de bergen en de heuvels die steil aflopen naar de kust. Het eiland telt zeven kratermeren, er is een constant geruis van de watervallen die naar beneden storten en die naar zee stromen. De naam Flores betekent 'bloemen'. Een groot deel van het eiland is bedekt met bloemen, met name blauwe hortensia. Deze bloemen werden geplant om verschillende weidegebieden van elkaar te scheiden. Momenteel overwoekert de hortensia delen van het eiland. Door de overvloedige regenval op het eiland, gemiddeld 1400 mm per jaar, is het eiland zeer vruchtbaar, groen en rijk aan bloemen.
Flores wordt gekenmerkt door talrijke pyroclastisch gesteente, kegels en kraters. Verscheidene vulkaanuitbarstingen, kraters en bijbehorende lavastromen waren losgebarsten tijdens het Holoceen, twee daarvan ongeveer 3000 jaar geleden. De tufring van vulkaan Funda de Lajes vormde zich ongeveer 3150 jaar geleden. Een lavastroom stroomde in zuidoostelijke richting en bereikte uiteindelijk de kust bij het stadje Lajes das Flores. Vulkaan Funda barstte voor het laatst uit 3200 jaar geleden. De tufring van vulkaan Comprida (laatste uitbarsting 2950 jaar geleden) en vulkaan Seca (West-centraal Flores) barstte ongeveer 2900 jaar geleden uit. Het veroorzaakte een lavastroom in noordwestelijke richting en bereikte de kust bij het dorpje Faja Grande.
De bevolking leeft van de veeteelt, van de winning van algen en in de zomermaanden van de toeristen.

## Geschiedenis
De precieze datum van de ontdekking van de eilanden Flores en het buureiland Corvo wordt betwist, alhoewel men weet dat het plaatsvond na de ontdekking van de andere zeven eilanden van de Azoren. Men zegt dat Flores voor het eerst werd ontdekt in 1452 door Diogo de Teive en zijn zoon. Eerst werd het eiland São Tomás (vernoemd naar Thomas Becket van Canterbury) of Santa Iria (Irene van Tomar) genoemd, maar het veranderde snel in de naam Flores, dat “Bloemen” betekent, door de overvloed aan wilde bloemen die over het gehele eiland groeien, de zaden zijn waarschijnlijk afkomstig uit Florida, Noord-Amerika, meegebracht door trekvogels.
De eerste nederzetting is toegeschreven aan de Vlaming Wilhelm van der Haegen (de Portugezen kende hem als Guilherme da Silveira), die na een paar jaar het eiland verliet en zich vestigde op São Jorge. Al snel kwam er naar het afgelegen eiland Flores, een reguliere bootverbinding voor export naar Vlaanderen voor de verfstof van de wede.
In de 16e eeuw kwamen boeren uit verschillende streken van Portugal, die het land begonnen te bewerken en tarwe, gerst, maïs, groenten, korstmossen (werd gebruikt voor het vervaardigen van verfstoffen) en wede gingen verbouwen. Tijdens deze periode kregen de nederzettingen Lajes das Flores en Santa Cruz das Flores stadsrechten. Ver van de andere eilanden van de archipel vandaan, met weinig exportproducten, was het eiland Flores bijna voor eeuwenlang geïsoleerd. Als zeldzaamheid kwamen er weleens schepen die water en proviand kochten. Vrachtboten van Faial en Terceira kwamen goederen halen, zoals potvis, olie, honing, cederhout, boter, citroenen, sinaasappels, gerookt vlees, potten van de lokale pottenbakkerijen in ruil voor wollen en linnen kleding en andere goederen. Het isolement hielp het eiland niet onder een plundering uit te komen van een Engelse vloot in 1587, ook weerhield het geen plunderingen van piraten, inclusief één die volgens legende, zijn toevlucht vond in de Enxaréus-grot.
Amerikaanse walvisvaarders voeren regelmatig in de wateren van de Azoren vanaf het midden van de 18e tot het einde van de 19e eeuw. Zij jaagden op potvissen en wierven zeelieden en harpoenjagers onder de lokale bevolking. Veel van hen werden later kapitein of matroos. Voortreffelijk was de “Wanderer”, die zeilde omstreeks 1924 en werd beschouwd als de mooiste Amerikaanse walvisvaarder.
Boven Flores bevindt zich een anti-cyclonisch centrum, dat ook het weer boven centraal Europa beïnvloedt. Vanaf 1890 bestuderen Franse wetenschappers de vorming van lagedrukgebieden. Door de komst van 35 Franse militairen en hun gezinnen in 1964 is er ontwikkeling van de agricultuur, handel in effecten, de verbetering van de haven, het vliegveld, een ziekenhuis, een waterkrachtcentrale en een Frans satellietontvangststation, tekenen voor verdere ontwikkelingen op het eiland. In 1994 verlieten de Franse militairen het eiland. Vanaf datzelfde jaar is het toerisme op het eiland aangetrokken.
Bij de hoofdstad Santa Cruz das Flores ligt Flores Airport, een eenbaansvliegveld (1 km lang) waar dagelijks vluchten worden uitgevoerd naar andere eilanden van de archipel (Corvo, Faial, Terceira en São Miguel) door de eigen luchtvaartmaatschappij van de eilandengroep; SATA Air Açores.
Tussen de Flores en Corvo is een bootverbinding.

## Cultuur
Het festival voor De Heilige Geest wordt op alle eilanden van de Azoren gevierd en verschilt van eiland tot eiland en van dorp tot dorp. Elk eiland, elk dorpje heeft zijn eigen kapel, de zogenaamde “Império” met zijn eigen broederschap. Deze festiviteiten zijn de meest karakteristieke van deze eilandbevolking.
São João is een van de populairste beschermheiligen van de Azoren en daarom wordt op 24 juni een hele dag aan hem gewijd. De oorsprong van het festival gaat terug naar de kolonisatie door edelen op het eiland Terceira. São João was de Portugese beschermheilige van de edelen, zij bouwen een kapel om hem te eren.
Corvo · Flores · Faial · Pico · São Jorge · Graciosa · Terceira · São Miguel · Santa Maria